# معجمية (وحدة)
الوحدة المعجمية أو المُعجَمية أو المفردة المُجرَّدة أو مُعْجَمة (بالإنجليزية: Lexeme)‏ وحدة صرفية مجردة تحدد بها مجموعة الصيغ التي تتخذها كلمة.